# Достик (Таскалинський район)
Дости́к (каз. Достық) — село у складі Таскалинського району Західноказахстанської області Казахстану. Адміністративний центр Достицького сільського округу.
У радянські часи село називалось Семиглавий Мар.
Населення — 554 особи (2021; 718 у 2009, 827 у 1999, 747 у 1989).